# Diocesi di Stoccolma (cattolica)
La diocesi di Stoccolma (in latino Dioecesis Holmiensis) è una sede della Chiesa cattolica in Svezia immediatamente soggetta alla Santa Sede. Nel 2022 contava 126.478 battezzati su 10.452.326 abitanti. È retta dal vescovo cardinale Anders Arborelius, O.C.D.

## Territorio
La diocesi comprende tutta la Svezia.
Sede vescovile è la città di Stoccolma, dove si trova la cattedrale di Sant'Erik.
Il territorio è suddiviso in 44 parrocchie.

## Storia
Il vicariato apostolico di Svezia fu eretto il 23 settembre 1783 con il decreto Pro commissi della Congregazione di Propaganda Fide, ricavandone il territorio dal vicariato apostolico delle Missioni Settentrionali.
La creazione di una circoscrizione ecclesiastica cattolica in Svezia fu possibile grazie all'editto di tolleranza di re Gustavo III e avvenne durante il viaggio in Italia del re, che prevedeva anche una visita al papa Pio VI. Inizialmente il vicariato comprendeva anche la Finlandia (in quanto parte del territorio svedese fino al 1809).

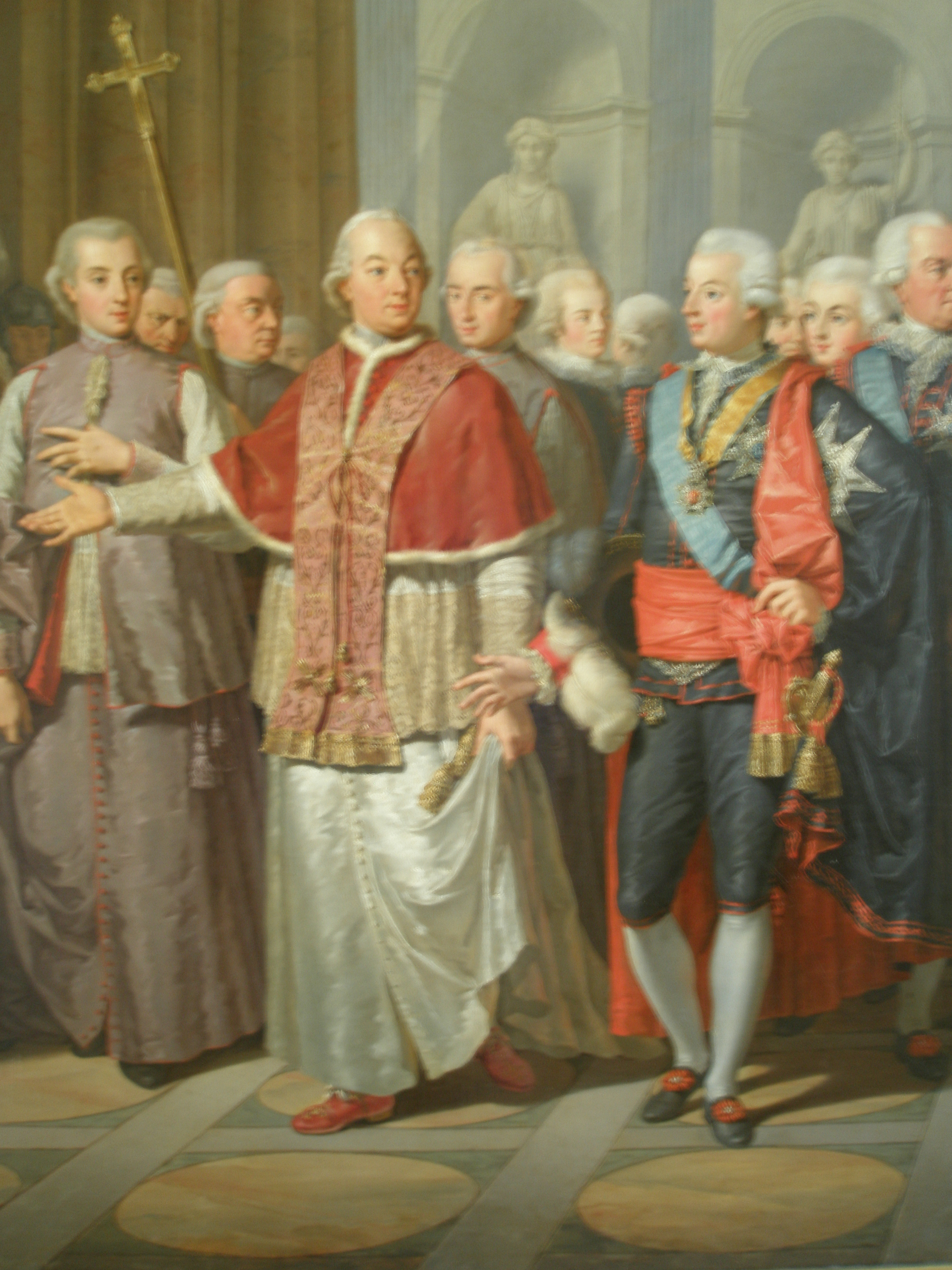
Gustavo III in visita a Pio VI nel 1783.

I primi vicari apostolici non ebbero dignità episcopale. Solo nel 1862 Jakob Laurentz Studach, vicario apostolico fin dal 1833, fu consacrato vescovo, con il titolo di Ortosia di Caria, dopo aver profuso un notevole impegno per la fondazione di opere cattoliche sia in Svezia sia in Norvegia (il cui territorio faceva allora parte del vicariato), grazie all'appoggio della regina Giuseppina di Leuchtenberg, al cui seguito era giunto a Stoccolma come confessore.
Il 7 agosto 1868 il vicariato apostolico cedette una porzione del suo territorio a vantaggio dell'erezione della missione sui iuris di Norvegia (oggi diocesi di Oslo).
Il 29 giugno 1953 in forza della bolla Profecit valde di papa Pio XII il vicariato apostolico è stato elevato a diocesi e ha assunto il nome attuale.
Nel 2017, per la prima volta nella storia, il vescovo di Stoccolma Anders Arborelius è stato creato cardinale.

## Cronotassi dei vescovi
Si omettono i periodi di sede vacante non superiori ai 2 anni o non storicamente accertati.
- Nikolaus Oster † (30 settembre 1783 - 1790)
- Rafael d'Ossery † (1790 - 1795)
- Paolo Moretti † (1795 - 1804 deceduto)
- Jean Baptiste Gridaine † (1805 - 4 gennaio 1832 deceduto)
- Jakob Laurentz Studach † (10 agosto 1833 - 9 maggio 1873 deceduto)
- Johan Georg Huber † (1º settembre 1874 - 25 marzo 1886 deceduto)
- Albert Bitter † (27 luglio 1886 - 9 ottobre 1922 ritirato)
- Johann Evangelist Müller † (9 ottobre 1922 - 1º agosto 1957 ritirato[2])
- Knut Ansgar Nelson, O.S.B. † (1º ottobre 1957 succeduto - 2 luglio 1962 dimesso[3])
- John Edward Taylor, O.M.I. † (2 luglio 1962 - 3 giugno 1976 dimesso)
- Hubert Brandenburg † (21 novembre 1977 - 17 novembre 1998 ritirato)
- Anders Arborelius, O.C.D., dal 17 novembre 1998

## Statistiche
La diocesi nel 2022 su una popolazione di 10.452.326 persone contava 126.478 battezzati, corrispondenti all'1,2% del totale.
| anno | popolazione | popolazione | popolazione | presbiteri | presbiteri | presbiteri | presbiteri                | diaconi | religiosi | religiosi | parrocchie |
| anno | battezzati  | totale      | %           | numero     | secolari   | regolari   | battezzati per presbitero | diaconi | uomini    | donne     | parrocchie |
| ---- | ----------- | ----------- | ----------- | ---------- | ---------- | ---------- | ------------------------- | ------- | --------- | --------- | ---------- |
| 1949 | 14.272      | 6.500.000   | 0,2         | 45         | 24         | 21         | 317                       |         | 26        | 135       | 11         |
| 1969 | 49.471      | 7.843.088   | 0,6         | 80         | 11         | 69         | 618                       |         | 76        | 205       | 23         |
| 1980 | 91.856      | 8.304.040   | 1,1         | 99         | 31         | 68         | 927                       |         | 76        | 235       | 30         |
| 1990 | 140.120     | 8.526.263   | 1,6         | 110        | 50         | 60         | 1.273                     | 11      | 74        | 244       | 37         |
| 1999 | 163.221     | 8.854.322   | 1,8         | 131        | 64         | 67         | 1.245                     | 15      | 83        | 236       | 38         |
| 2000 | 158.088     | 8.861.426   | 1,8         | 134        | 67         | 67         | 1.179                     | 15      | 89        | 230       | 40         |
| 2001 | 92.291      | 8.884.193   | 1,0         | 146        | 70         | 76         | 632                       | 16      | 98        | 236       | 40         |
| 2002 | 144.043     | 8.909.128   | 1,6         | 145        | 69         | 76         | 993                       | 14      | 97        | 225       | 40         |
| 2003 | 144.000     | 9.840.788   | 1,5         | 149        | 71         | 78         | 966                       | 21      | 102       | 222       | 40         |
| 2004 | 144.000     | 8.977.418   | 1,6         | 151        | 73         | 78         | 953                       | 23      | 96        | 215       | 41         |
| 2010 | 141.306     | 9.340.000   | 1,5         | 156        | 76         | 80         | 905                       | 20      | 94        | 182       | 43         |
| 2014 | 106.873     | 9.651.531   | 1,1         | 159        | 78         | 81         | 672                       | 31      | 96        | 173       | 44         |
| 2016 | 113.053     | 9.851.017   | 1,1         | 127        | 43         | 84         | 890                       | 31      | 101       | 164       | 44         |
| 2017 | 116.031     | 9.981.799   | 1,2         | 148        | 69         | 79         | 783                       | 31      | 93        | 155       | 44         |
| 2020 | 123.930     | 10.333.456  | 1,2         | 171        | 88         | 83         | 724                       | 28      | 98        | 144       | 44         |
| 2022 | 126.478     | 10.452.326  | 1,2         | 171        | 87         | 84         | 739                       | 30      | 96        | 134       | 44         |